# Senat von Dohnanyi II
Der Senat von Dohnanyi II bildete vom 2. Februar 1983 bis zum 20. Januar 1987 die Hamburger Landesregierung.
| Amt                                                                                                   | Name                                | Partei | Partei    |
| --- | ----------------------------------- | ------ | --------- |
| Erster Bürgermeister                                                                                  | Klaus von Dohnanyi                  |        | SPD       |
| Zweiter Bürgermeister                                                                                 | Helga Elstner bis 13. Juni 1984     |        | SPD       |
| Zweiter Bürgermeister                                                                                 | Alfons Pawelczyk                    |        | SPD       |
| Gesundheitsbehörde                                                                                    | Helga Elstner bis 13. Juni 1984     |        | SPD       |
| Gesundheitsbehörde                                                                                    | Christine Maring                    |        | SPD       |
| Bevollmächtigter beim Bund                                                                            | Christine Maring bis 13. Juni 1984  |        | SPD       |
| Bevollmächtigter beim Bund                                                                            | Alfons Pawelczyk                    |        | SPD       |
| Justizbehörde                                                                                         | Eva Leithäuser bis 6. August 1986   |        | SPD       |
| Justizbehörde                                                                                         | Wolfgang Curilla ab 7. August 1986  |        | SPD       |
| Behörde für Schule und Berufsbildung                                                                  | Joist Grolle                        |        | SPD       |
| Behörde für Wissenschaft und Forschung                                                                | Hansjörg Sinn bis 13. Juni 1984     |        | SPD       |
| Behörde für Wissenschaft und Forschung                                                                | Klaus Michael Meyer-Abich           |        | SPD       |
| Behörde für Arbeit, Jugend und Soziales                                                               | Jan Ehlers                          |        | SPD       |
| Baubehörde                                                                                            | Eugen Wagner gemeinsam mit          |        | SPD       |
| Baubehörde                                                                                            | Jörg Kuhbier                        |        | SPD       |
| Finanzbehörde                                                                                         | Jörg König bis 3. Mai 1984          |        | SPD       |
| Finanzbehörde                                                                                         | Horst Gobrecht ab 30. Mai 1984      |        | SPD       |
| Behörde für Wirtschaft, Verkehr und Landwirtschaft                                                    | Volker Lange                        |        | SPD       |
| Behörde für Inneres                                                                                   | Alfons Pawelczyk bis 13. Juni 1984  |        | SPD       |
| Behörde für Inneres                                                                                   | Rolf Lange bis 6. August 1986       |        | SPD       |
| Behörde für Inneres                                                                                   | Alfons Pawelczyk ab 7. August 1986  |        | SPD       |
| Behörde für Bezirksangelegenheiten, Naturschutz und Umweltgestaltung ab 1. Januar 1985: Umweltbehörde | Wolfgang Curilla bis 7. August 1986 |        | SPD       |
| Behörde für Bezirksangelegenheiten, Naturschutz und Umweltgestaltung ab 1. Januar 1985: Umweltbehörde | Christine Maring                    |        | SPD       |
| Kulturbehörde                                                                                         | Helga Schuchardt                    |        | parteilos |